# HMS Queen Elizabeth (00)
L'HMS Queen Elizabeth va ser el vaixell principal de la seva classe de cinc cuirassats dreadnought construïts per a la Royal Navy a principis dels anys 1910, i sovint s'utilitzava com a vaixell insígnia. Va servir a la Primera Guerra Mundial com a part de la Gran Flota, i va participar en l'acció no concloent del 19 d'agost de 1916. El seu servei durant la guerra consistia generalment en patrulles rutinàries i entrenament al mar del Nord. Ell i els altres cuirassats super-dreadnought van ser els primers del seu tipus a ser alimentats amb petroli en lloc de carbó. El Queen Elizabeth més tard va servir en diversos teatres durant la Segona Guerra Mundial, i va ser desballestat el 1948.

## Disseny i descripció
Els vaixells de la classe Queen Elizabeth van ser dissenyats per formar un esquadró ràpid per a la flota que estava destinada a operar contra els vaixells líders de la línia de batalla contraria. Això requeria la màxima potència ofensiva i una velocitat uns quants nusos més ràpid que qualsevol altre cuirassat per permetre'ls derrotar qualsevol tipus de vaixell.

### Mesures i propulsió del vaixell
El Queen Elizabeth tenia una longitud total de 639 peus 9 polzades (195 m), una mànega de 90 peus 7 polzades (27,6 m) i un calat profund de 33 peus (10,1 m). Va tenir un desplaçament normal de 32.590 tones llargues (33.110 t) i va desplaçar 33.260 tones llargues (33.794 t) amb càrrega profunda. Va ser impulsada per dos jocs de turbines de vapor Parsons, cadascuna conduïa dos eixos utilitzant vapor de 24 calderes Babcock & Wilcox. Les turbines tenien una potència de 75.000 cavalls (56.000 kW) i pretenia assolir una velocitat màxima de 25 nusos (46,3 km/h; 28,8 mph). El vaixell tenia una autonomia de 5.000 milles nàutiques (9.260 km; 5.754 milles) a una velocitat de creuer de 12 nusos (22,2 km/h; 13,8 mph). La seva tripulació comptava amb 1.262 oficials i marineria el 1920 mentre servia com a vaixell insígnia.

### Armament, sensors i control de foc
La classe Queen Elizabeth estava equipada amb vuit canons Mk I de 15 polzades (381 mm) de càrrega posterior (BL) en quatre torretes de dos canons, en dos parelles de superfire davant i darrere de la superestructura, designats "A", "B", "X" i "Y" de davant a darrere. Dotze dels catorze canons Mk XII BL de 6 polzades (152 mm) estaven muntats en casamates al llarg del costat ample del vaixell al mig del vaixell ; la parella restant es va muntar a la coberta del castell de proa prop de l'embut de popa i estaven protegides per escuts. L'armament antiaeri (AA) estava format per dos canons Mk I de 3 polzades (76 mm) i 20 cwt (QF). Els vaixells estaven equipats amb quatre tubs de torpede submergits de 21 polzades (533 mm), dos a cada costat. El Queen Elizabeth es va completar amb dos directors de control de foc equipats amb telèmetres de 15 peus (4,6 m). Un es va muntar a sobre de la torre de comandament, protegit per una caputxa blindada, i l'altre es trobava a la part superior per sobre del pal de proa del trípode. Cada torreta també estava equipada amb un telèmetre de 15 peus. L'armament principal també podria ser controlat per la torreta 'B'. L'armament secundari estava controlat principalment pels directors muntats a cada costat de la plataforma de la brúixola al pal de prora un cop es van instal·lar el març de 1917, tot i que un director temporal es va instal·lar entre novembre i desembre de 1916.

### Blindatge
El cinturó de flotació de la classe Queen Elizabeth constava d'un blindatge cimentat Krupp (KC) que tenia 13 polzades (330 mm) de gruix sobre els elements vitals dels vaixells. Les torretes de canons estaven protegides per 11 a 13 polzades (279 a 330 mm) de blindatge KC i estaven suportades per barbetes de 7 a 10 polzades (178 a 254 mm) de gruix. Els vaixells tenien múltiples cobertes blindades que oscil·laven entre 1 i 3 polzades (25 a 76 mm) de gruix. La torre de comandament principal estava protegida per 13 polzades d'armadura. Després de la batalla de Jutlàndia, es va afegir 1 polzada d'acer d'alta resistència a la coberta principal sobre les santabàrbares i es va afegir equipament anti-espurnes addicionals a les santabàrbares.

### Modificacions
Entre 1919 i 1927, el Queen Elizabeth va sofrir nombroses modificacions, inclosa l'ampliació de la part superior del pal de trinquet. Es van instal·lar telèmetres a les torretes "B" i "X", així com telèmetres d'angle alt a la timonera davantera. Es va instal·lar un altre cercador de telèmetre d'angle alt a la torre de conducció davantera. Els canons de 76 mm van ser substituïts per canons de 102 mm. Es va instal·lar un equip de recerca de direcció de ràdio a l'extrem de popa de la plataforma de comandament amb una antena per sobre de l'estació del timó, es va modificar la superestructura del pont i es van combinar els embuts en una unitat. A més, es van ampliar les superestructures per acollir el personal i l'equip de senyalització i es van retirar els patis del pal d'avantguarda. En la seva reconstrucció de 1937-1941 se li va equipar un pont de la torre en lloc del seu vell pont; els seus canons de 6 polzades (152 mm) van ser eliminats i substituïts per 20 (10 × 2) 4,5 polzades (114 mm) en deu torretes dobles i diversos canons antiaeri més petits; es va afegir blindatge horitzontal; es van substituir motors i calderes; i l'elevació de la seva bateria principal es va augmentar a 30 graus. El blindatge de coberta es va augmentar a 5 polzades sobre els carregadors, 2,5 polzades sobre la maquinària, mentre que els nous canons de 4,5 polzades tenien entre 1 i 2 polzades de blindatge. També va rebre instal·lacions per a avions amb una catapulta de llançament al mig del vaixell Es va instal·lar un nou equip de control de foc, inclòs el sistema de control de foc HACS Mk IV AA i la taula de control de foc de l'Almirallat Mk VII per al control de foc de superfície de l'armament principal. Aquesta reconstrucció es va completar el gener de 1941, quan Gran Bretanya portava més d'un any en guerra. Al febrer de 1919, el vaixell estava equipat amb plataformes de vol muntades als sostres de les torretes "B" i "X", des de les quals podien llançar avions de caça i de reconeixement. La plataforma va ser retirada de la torreta "X" durant la seva reparació de 1926–1927; l'altra plataforma va ser eliminada un temps després.

## Construcció i carrera

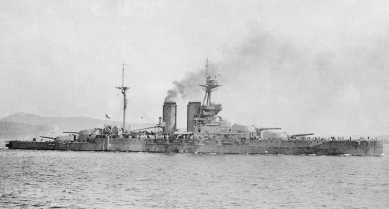
El Queen Elizabeth en la seva configuració original a Lemnos, 1915

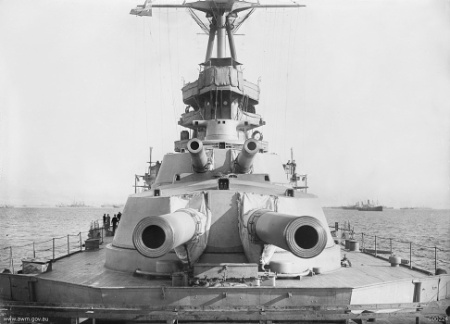
Vista dels canons de proa i el pont a Gal·lípoli, 1915

Al Queen Elizabeth, que porta el nom d'Isabel I d'Anglaterra, se li va col·locar la quilla a Portsmouth Dockyard el 21 d'octubre de 1912 i va ser avarat el 16 d'octubre de 1913, finalitzant el gener de 1915 durant la Primera Guerra Mundial. Mentre encara estava sotmès a proves al Mediterrani, el vaixell va ser enviat als Dardanels per a l'intent aliat d'eliminar l'Imperi Otomà de la guerra. Durant l'intent d'invasió militar de Gal·lípoli el 25 d'abril, El Queen Elizabeth va ser el vaixell insígnia del general Sir Ian Hamilton, comandant del Cos expedicionari de la Mediterrània.

### Dardanels
Després que els vaixells de les flotes britàniques i franceses havien bombardejat els forts exteriors de la península de Gal·lípoli el 3 de novembre de 1914, es va decidir llançar una operació amfíbia completa el gener de 1915. Per tant, l'Almirallat va ordenar un comboi de vuit vaixells, inclòs el Queen Elizabeth - als Dardanels. Estava previst que arribés als Dardanels el 15 de febrer. Però a causa d'un accident a Gibraltar el 12 de febrer, en què havia arrencat les pales d'una de les seves turbines i, per tant, ja no podia viatjar a més de la meitat de velocitat, la seva arribada es va ajornar al 25 de febrer. A la seva arribada el 25 de febrer, el Queen Elizabeth, juntament amb l'Agamemnon, l'Irresistible i el Gaulois, va llançar un nou atac amb l'objectiu de destruir els forts exteriors a poca distància i fins a l'entrada. Atès que l'atac del 19 de febrer havia demostrat la poca esperança que hi havia de desactivar permanentment una bateria amb el simple llançament d'obusos, l'ordre dels vaixells atacants era destruir tots els canons amb un cop directe. El pla general era que quatre vaixells naveguessin en grups de dos fins a l'entrada de l'estret, giren i després atacaren el cap Helles i Kum Kale amb el seu armament secundari fins a arribar a una distància d'uns 3.300 iardes. En compliment d'aquestes ordres, el Queen Elizabeth va fondejar a 7 milles al sud-oest del far de Cape Helles, va posar la seva mirada a Sedd el Bahr i va disparar els seus dos canons moderns de 23 cm cap allà. Durant la primera setmana de març, diversos bombardejos dels forts interiors van resultar infructuosos. El 5 de març, el Queen Elizabeth va disparar durant quatre hores des d'una distància de 13 quilòmetres contra els forts del costat europeu de l'estret, però gairebé sense efecte. L'endemà va disparar contra Chemenlik, però els otomans havien traslladat desapercebudament l'antic pre-dreadnought Hairredin Barbarossa a l'estret de Chanak, des d'on podria disparar contra el Queen Elizabeth. Els primers obusos van ser ignorats pensant que venien d'un obús de camp mòbil, però per estar segurs es van allunyar 1 km d'aquesta posició. Quan es va descobrir el lloc d'observació del vaixell otomà a la costa, el Queen Elizabeth, l'Agamenón i l'Ocean van disparar diverses salves, però els otomans es van traslladar ràpidament a una nova posició, així que el Hairredin Barbarossa va disparar de nou contra el Queen Elizabeth, finalment va colpejar-la tres vegades per sota de la línia de flotació. Tanmateix, els obusos no podien penetrar el blindatge del cinturó del cuirassat. Per tal d'evitar més danys, el vaixell es va retirar d'aquesta posició.

#### Atac principal el 18 de març
L'esdeveniment que va decidir la batalla va tenir lloc la nit del 18 de març, quan el minador otomà Nusret va col·locar una sèrie de mines al cap de la badia d'Eren Köy, una àmplia badia al llarg de la costa asiàtica just a l'entrada de l'estret, davant. del camp de mines de Kephez. Els otomans s'havien adonat que els vaixells britànics estaven girant cap a estribord mentre es retiraven a la badia. La nova línia de 20 mines anava paral·lela a la costa, ancorada a una alçada de quinze metres i separada a uns 91 metres. A causa de l'aigua clara, les mines es podien veure a través de l'aigua amb avions de reconeixement.
El pla britànic per al 18 de març era eliminar les defenses dels cinc primers camps de mines, que s'havien de netejar durant la nit. L'endemà, s'havien de superar les defenses restants al voltant de l'Estret i eliminar els últims cinc camps de mines. L'operació va continuar sense que els britànics i francesos sabien de les recents incorporacions als camps de mines otomans. Els cuirassats es van desplegar en tres línies, dues britàniques i una francesa, amb vaixells de suport als flancs i dos vaixells en reserva. Després quee el Queen Elizabeth hagués entrat lentament a l'estret sota foc constant, va arribar a la seva posició d'atac al voltant de les 11:00 i va obrir foc contra les fortificacions de Çanakkale a les 11:25. Al principi, l'atac semblava transcórrer segons el previst, però després que diversos vaixells xocaren contra les mines posades a primera hora de la tarda, es va decidir retirar-se a mesura que es feia fosc. El Queen Elizabeth va participar en més operacions navals amb grans pèrdues fins a principis de maig. Però després que diversos cuirassats fossin enfonsats al maig, l'Almirallat va decidir cessar el suport constant dels cuirassats. Així, el 12 de maig, El Queen Elizabeth va abandonar els Dardanels i va tornar a casa.
Després va procedir cap a Gibraltar i a Scapa Flow, on es va unir al 5è Esquadró de Batalla el 26 de maig de 1916. Del 22 de maig al 4 de juny de 1916, va ser revisada a Rosyth, per la qual cosa no va participar en la batalla de Jutlàndia. També al juny, es va convertir temporalment en el vaixell insígnia del 5è Esquadró de Batalla. Al juliol, el vaixell va ser sotmès a una altra revisió. Després de la seva reactivació el 1917, va servir breument com a vaixell insígnia de l'almirall nord-americà Mayo.

### Període d'entreguerres
El 15 de novembre de 1918, representants de l'Imperi alemany van signar els termes de l'armistici amb els aliats a bord del Queen Elizabeth. El 26 de juliol de 1924 va participar en la revisió anual de la flota davant de Spithead i l'1 de novembre de 1924 va ser enviada a la flota mediterrània per substituir l'Iron Duke com a vaixell insígnia. Després va ser substituïda com a vaixell insígnia pel Warspite el maig de 1926 i va ser donada de baixa a Portsmouth per a la seva reparació. Després de la renovació, que va durar fins al desembre de 1927, va ser reassignat com a vaixell insígnia de la flota mediterrània el 2 de gener de 1928 i va visitar Istanbul l'octubre de 1929. De novembre de 1929 a maig de 1930 va sofrir una altra revisió a Portsmouth. El juliol del mateix any, es va desplaçar a Alexandria amb el Ramilies per donar suport a les tropes locals durant l'aixecament del Partit Waft. De novembre de 1932 a març de 1933, el vaixell va ser revisat a Portsmouth i va participar en la revisió de la flota davant de Spithead el 16 de juliol de 1935 durant el 25è aniversari del jubileu de la coronació de Jordi V. També va estar a Alexandria durant la crisi d'Abissínia i va participar en la revista de la flota que va marcar la coronació de Jordi VI a Spithead el 19 de maig de 1937.Durant la dècada de 1930 va participar en el bloqueig de no intervenció durant la Guerra Civil Espanyola.

### Segona Guerra Mundial
L'1 d'agost de 1937, va ser donat de baixa per a treballs de conversió a Portsmouth, però va haver de ser traslladada de Portsmouth a Rosyth el desembre de 1940, per por dels atacs aeris de la Luftwaffe. El 31 de gener de 1941, el Queen Elizabeth va ser reincorporada i assignada al 2n Esquadró de Batalla de la Home Fleet.

#### Mar Mediterrani
El maig de 1941 va ser reassignat a la flota mediterrània. El 6 de maig va sortir de Gibraltar cap a Alexandria i, juntament amb la Força H, va formar escortes de combois cap a Malta. Després va participar en la defensa de Creta i en l'evacuació de la força expedicionària britànica-australiana-neozelandesa durant l'operació alemanya Merkur. El 26 de maig, el Queen Elizabeth i el Barham van donar suport a l'atac aeri a la base alemanya de Karpathos amb avions del Formidable. El 27 de maig, es va convertir en el vaixell insígnia del 1r Esquadró de Batalla i el vaixell insígnia de la 2a Flota, en substitució del Barham que havia estat danyat per les bombes durant la batalla.
El 19 de desembre de 1941, el Queen Elizabeth i el seu vaixell germà Valiant van ser greument danyats per les mines de lapa col·locades pels submarinistes de combat italians de Decima Flottiglia MAS, que van entrar al port militar aliat d'Alexandria amb "torpedes tripulats" tipus SLC ("maiali"). Encara que molt malmès, amb el seu calat augmentat a 41,8 peus (12,5 m), el Queen Elizabeth no va quedar a terra al fons del port, les seves cobertes estaven clares i les tripulacions italianes van ser capturades. Per aquest motiu, la Royal Navy va mantenir la il·lusió d'un estat de ple funcionament, per ocultar la seva debilitat posició a la Mediterrània durant el període en què els dos vaixells van ser reparats i reflotats. El Valiant va tornar al servei després de molts mesos i el Queen Elizabeth després de més d'un any i mig. Després de la finalització de les reparacions temporals en un dic sec d'Alexandria el juny de 1942, va passar pel Canal de Suez i al voltant d'Àfrica fins al Navy Yard a Norfolk, Virgínia, als Estats Units. Des de setembre de 1942 fins a juny de 1943, va ser reparat integralment. El Queen Elizabeth va anar a la Home Fleet el juliol de 1943.

#### Pacífic
El 23 de desembre de 1943, El Queen Elizabeth va salpar amb destinació a Trincomalee. A la seva arribada el 28 de gener de 1944, el comandant en cap de la Flota Oriental almirall Somerville va assumir el comandament. Durant l'operació Cockpit, en formació amb unitats franceses i holandeses, va donar suport a l'Illustrious i el Saratoga en el seu atac a Sabang el 19 d'abril. Del 30 d'abril a l'1 de maig, va participar en el bombardeig de Car Nicobar i Port Blair a les illes Andaman durant l'Operació D, després de la qual el vaixell va ser revisat a Durban d'octubre a novembre de 1944. Al gener de 1945, va participar en nous bombardejos de Sabang durant l'operació Outflank i va participar en la reconquesta de Birmània fins al maig on va donar suport al desembarcament de les tropes aliades a l'illa de Ramree el 21 de gener ia l'illa de Cheduba el 26 de gener com a part de l'operació Dràcula.

#### Postguerra
El 12 de juliol de 1945 va ser substituïda pel HMS Nelson com a vaixell insígnia i va tornar a casa. Després d'arribar a Portsmouth el 7 d'agost de 1945, va ser enviada a Rosyth per al servei de reserva el 10 d'agost. Des d'octubre de 1945 fins al març de 1946 va servir de nou a la Home Fleet com a vaixell d'allotjament. Després va ser reassignada a la Reserva de Portsmouth on va romandre fins a la seva clausura el 15 de maig de 1948. El juliol de 1948, va ser venut a Arnott Young i desballestat a Troon.